# کهنک (سراوان)
کهنک، روستایی در دهستان کوهک بخش مهرگان شهرستان سراوان در استان سیستان و بلوچستان ایران است.

## جمعیت
بر پایه سرشماری عمومی نفوس و مسکن در سال ۱۳۹۵، جمعیت این روستا برابر با ۱۳۳ نفر (۳۲ خانوار) بوده‌است.